# 李是男

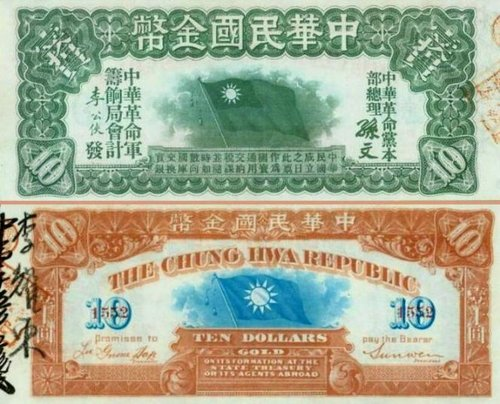
署名“李公侠”的中華民國金幣券10員券

李是男（1884年11月13日—1937年5月28日），原名吉棠，字奕豪，号公侠，中国同盟会的早期成员之一，在美国建立美洲最早的同盟会组织，是美国推动华人争取平权运动的先驱之一。

## 生平
李是男祖籍广东台山冲蒌桥头村，1884年出生于美国旧金山，李是男的父母李佑宽和钟氏在美国经营和隆鞋店为生。1895年，幼年，第一次去中国旅行，父亲帶他去家乡南安，送他去那里完成小学学业。13岁时到台城台山中学读书。毕业后在台山开始从事反清革命活动，组织“励志社”宣传反清思想和争取华人平权思想，1906年在香港加入同盟会。1907年父亲回国为其完婚后回美接替父亲经理鞋店，参加华人民权组织“美洲同源会”，并受冯自由委托在美洲创建同盟会组织，后于1909年成立少年中國學社（Young China Association），为今中国国民党驻美洲总支部前身。李是男利用美洲同源会发行了《美洲少年》报，由于同源会内部对革命态度不一，这张报纸最后改名《少年中国晨报》，成为了同盟会（及国民党）在美洲的机关报。为了筹集革命所需的资金，李是男还是亲自下场出演粤剧小生，通过粤剧表演在北美华侨中募集款目。然而1911年辛亥革命成功后，李是男却依旧留在美国专心于《少年中国晨报》报务，直到1922年孙中山请其出任军政府秘书才回国。1927年孙中山去世之后，专致于广州中山纪念堂的建设工作，直到1937年5月28日在广州病逝。